# Tephroseris japonica
Tephroseris japonica là một loài thực vật có hoa trong họ Cúc. Loài này được (Thunb. ex Murray) C.Jeffrey miêu tả khoa học đầu tiên năm 1990.